# Netzstall (Painten)
Netzstall ist ein Gemeindeteil des Marktes Painten im niederbayerischen Landkreis Kelheim.

## Geografie
Das Dorf Netzstall befindet sich etwa zweieinhalb Kilometer nordnordöstlich von Painten und liegt auf einer Höhe von etwa 490 m ü. NHN auf der südlichen Frankenalb. Der Ort liegt im südöstlichen Bereich des historischen Gebietes Tangrintel, einer überwiegend bewaldeten Hochebene, die zwischen den Flussläufen der Altmühl und der Schwarzen Laber liegt.

## Geschichte
Durch die zu Beginn des 19. Jahrhunderts im Königreich Bayern durchgeführten Verwaltungsreformen wurde der Ort zu einem Bestandteil der Ruralgemeinde Klingen, zu der auch noch elf weitere Orte gehörten. Zu Beginn der 1960er Jahre zählte Netzstall 65 Einwohner. Im Zuge der in den 1970er-Jahren durchgeführten Gebietsreform in Bayern wurde Netzstall nach Painten umgemeindet. Dies erfolgte noch vor der Auflösung der Gemeinde Klingen, die erst 1978 in die Stadt Hemau eingemeindet wurde.

## Verkehr
Die Kreisstraße KEH 16 bindet Netzstall hauptsächlich an das öffentliche Straßennetz an, sie führt etwa einen halben Kilometer östlich des Ortes vorbei. Die Verbindung dorthin wird durch eine Gemeindestraße hergestellt, ebenso eine weitere zum westlich gelegenen Nachbarort Mantlach.